# 江坂政明
江坂 政明（えさか まさあき、1967年8月9日 - ）は、京都府京都市伏見区出身の元プロ野球選手（投手）。左投げ左打ち。

## 来歴・人物
小学4年の時に野球を始めて以来一貫して投手。平安高校では、中日ドラゴンズなどに在籍した同期の小島弘務と投の二本柱を組む。1984年秋季近畿大会府予選準決勝に進むが、北村俊介のいた大谷高に惜敗。翌1985年夏の甲子園府予選は決勝に進出するが、花園高に敗退。高校の2学年後輩に桧山進次郎がいた。
高校卒業後は、社会人野球の神戸製鋼に入社。1989年の都市対抗は、1回戦で先発するが河合楽器に敗退。同年の社会人野球日本選手権も1回戦で日本石油に敗れる。在籍中に都市対抗出場4回（補強選手含む）、社会人野球日本選手権出場3回を経験して大きく成長を遂げ、1991年のプロ野球ドラフト会議で近鉄バファローズから2位指名を受け入団。
1992年から一軍に上がり4勝、7月からは先発としても起用される。
1993年はローテーション投手として8勝と好成績を収めたが、3年目以降は大きく成績が下降。
1997年11月に萩原誠とのトレードで阪神タイガースに移籍。僅か1年で自由契約となり読売ジャイアンツ・福岡ダイエーホークスの入団テストを受けるも不合格となる。
2000年には台湾大聯盟・台中金剛でプレーした。
現在は会社員。その傍らで阪神主催の野球教室で少年野球指導をしている。またTigers-aiディレクターも務め、2010年・2016年の阪神タイガースの春季キャンプのリポートで度々出演している。

## 詳細情報

### 年度別投手成績
| 年 度     | 球 団     | 登 板 | 先 発 | 完 投 | 完 封 | 無 四 球 | 勝 利 | 敗 戦 | セ 丨 ブ | ホ 丨 ル ド | 勝 率 | 打 者 | 投 球 回 | 被 安 打 | 被 本 塁 打 | 与 四 球 | 敬 遠 | 与 死 球 | 奪 三 振 | 暴 投 | ボ 丨 ク | 失 点 | 自 責 点 | 防 御 率 | W H I P |
| --------- | --------- | ----- | ----- | ----- | ----- | -------- | ----- | ----- | -------- | ----------- | ----- | ----- | -------- | -------- | ----------- | -------- | ----- | -------- | -------- | ----- | -------- | ----- | -------- | -------- | ------- |
| 1992      | 近鉄      | 23    | 7     | 0     | 0     | 0        | 4     | 1     | 0        | --          | .800  | 286   | 65.1     | 74       | 9           | 18       | 0     | 1        | 47       | 2     | 0        | 35    | 34       | 4.68     | 1.41    |
| 1993      | 近鉄      | 21    | 13    | 4     | 1     | 0        | 8     | 3     | 0        | --          | .727  | 440   | 104.2    | 108      | 11          | 32       | 0     | 0        | 72       | 0     | 0        | 37    | 32       | 2.75     | 1.34    |
| 1994      | 近鉄      | 15    | 9     | 1     | 0     | 0        | 1     | 5     | 0        | --          | .167  | 239   | 49.1     | 75       | 11          | 21       | 4     | 2        | 27       | 3     | 0        | 44    | 40       | 7.30     | 1.95    |
| 1995      | 近鉄      | 11    | 8     | 2     | 1     | 0        | 2     | 5     | 0        | --          | .286  | 192   | 46.0     | 53       | 9           | 12       | 0     | 0        | 28       | 1     | 0        | 27    | 26       | 5.09     | 1.41    |
| 1996      | 近鉄      | 4     | 1     | 0     | 0     | 0        | 0     | 0     | 0        | --          | ----  | 43    | 7.2      | 11       | 1           | 8        | 1     | 1        | 7        | 1     | 0        | 9     | 7        | 8.22     | 2.48    |
| 1998      | 阪神      | 2     | 0     | 0     | 0     | 0        | 0     | 0     | 0        | --          | ----  | 13    | 2.0      | 8        | 0           | 1        | 1     | 0        | 2        | 0     | 0        | 5     | 4        | 18.00    | 4.50    |
| 通算：6年 | 通算：6年 | 76    | 38    | 7     | 2     | 0        | 15    | 14    | 0        | --          | .517  | 1213  | 275.0    | 329      | 41          | 92       | 6     | 4        | 183      | 7     | 0        | 157   | 143      | 4.68     | 1.53    |

### 記録
- 初登板：1992年4月8日、対日本ハムファイターズ2回戦（藤井寺球場）、3回表2死に2番手で救援登板、1回1失点
- 初奪三振：同上、3回表に田村藤夫から
- 初勝利：1992年6月13日、対福岡ダイエーホークス9回戦（平和台球場）、1回裏1死に2番手で救援登板、5回1/3を2失点
- 初先発：1992年7月1日、対福岡ダイエーホークス10回戦（日生球場）、1回3失点
- 初完投勝利：1993年7月15日、対オリックス・ブルーウェーブ15回戦（グリーンスタジアム神戸）、9回1失点
- 初完封勝利：1993年9月20日、対日本ハムファイターズ26回戦（藤井寺球場）

### 背番号
- 13 （1992年 - 1997年、2000年）
- 41 （1998年）